# Jofiel
El ángel Jofiel (hebreo: יופיאל, «la belleza de Dios», «belleza divina»), también llamado Jophiel,Joriel, Iophiel, Iofiel, Yofiel, Youfiel, Zophiel (Tsophiel צֹפִיאֵל, «espía de Dios», «vigilante de Dios») y Zuriel (Tsuriel צוּרִיאֵל, «mi roca es Dios»), es el arcángel de la sabiduría, la comprensión y el juicio. Jofiel aparece como uno de los siete arcángeles en las enseñanzas de Pseudo Dionisio.

## En la tradición religiosa y mágica

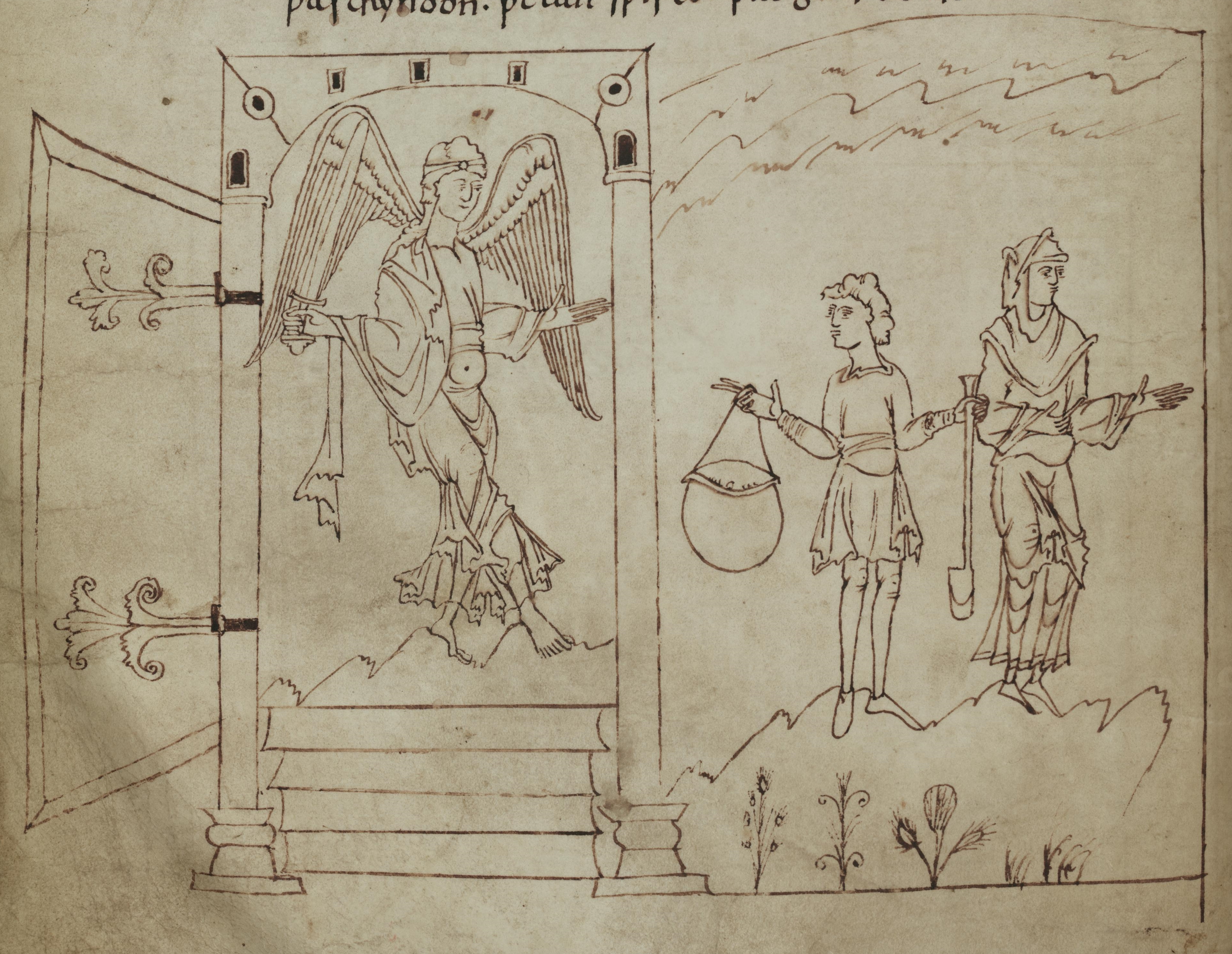
Según Robert Means Lawrence, Arthur de Bles, y R.L. Giles, Jofiel era el ángel que echó a Adán y Eva del paraíso

Según el pseudoepigráfico Apocalipsis de Moisés, otro nombre de Jofiel es Dina. Jofiel/Dina se describe como un ángel del séptimo cielo, una guardiana cabalística de la Torá (y la sabiduría), que enseñó 70 idiomas a las almas en el alba de la creación. El Zohar la enumera como un gran jefe angélico encargado de 53 legiones que vigila Torá-lecturas en el día de sabbat. Jofiel se dice que es la compañera al ángel Metatrón.
Clara Erskine Clement, en su libro Angels in Art, nombrado Jofiel como la profesora de Cam, Jafet y Sem. Enrique Cornelio Agripa y Thomas Rudd asimismo nombraban a Jofiel como la profesora de Sem.
Jofiel es una arcángel de la cábala (aunque algunos sistemas ponen Raziel en su lugar) y en varias listas incluyendo la del teólogo Pseudo Dionisio en la Alta Edad Media. El Calendarium Naturale Magicum Perpetuum enumera Jofiel como el ángel de la sefirá Jojmá, al igual que Las verdaderas clavículas de Salomón, la variante de Clave de Salomón, y los Sexto y Séptimo Libros de Moisés. Las dos últimas obras derivadas del Calendarium. Agripa atributa Jofiel a Saturno, mientras Paracelso la asigna a Júpiter. Rudd atributa el zodíaco a Jofiel junto con la sefirá Biná en lugar de Zafkiel. Atanasio Kircher nombra Jofiel como Angelus pulchritudinis, «ángel de la belleza». Según Robert Ambelain, Jofiel es la encargada de los querubines, particularmente los ángeles Haziel, Aladiah, Lauviah, Hahaiah, Iezalel, Mehahel, Hariel, y Hakamiah de Shemhamphorash.

## En la literatura
En el libro Angels of Love and Light, la describe como «la arcángel del paraíso y el patrón de los artistas e iluminación. Es profesora de la conciencia externa del poder de la luz dentro de uno mismo.» También se describe como «el rayo amarillo de la sabiduría, la iluminación y la constancia», y enumera su arcangelina como Christine también dice:

Ella agita sentimientos a través de la radiación de iluminación y en aspiración por las cosas espirituales. Ayuda en la absorción de información, estudios y la aprobación de los exámenes, la disolución de la ignorancia, el orgullo y la estrechez mental, y la exposición de irregularidades en los gobiernos y las corporaciones. Jofiel ayuda en la lucha contra la contaminación, la limpieza de nuestro planeta y trae a la humanidad el don de la belleza. También es fuente de inspiración para el pensamiento artístico e intelectual que proporciona ayuda con los proyectos artísticos y de ver las cosas bellas que nos rodean.

John Milton, en su poema El paraíso perdido, menciona que Zophiel es «de querubines la ala más rápida» (El paraíso perdido VI, 535).
Zophiel es el tema de un poema de María Gowen Brooks.

## Galería

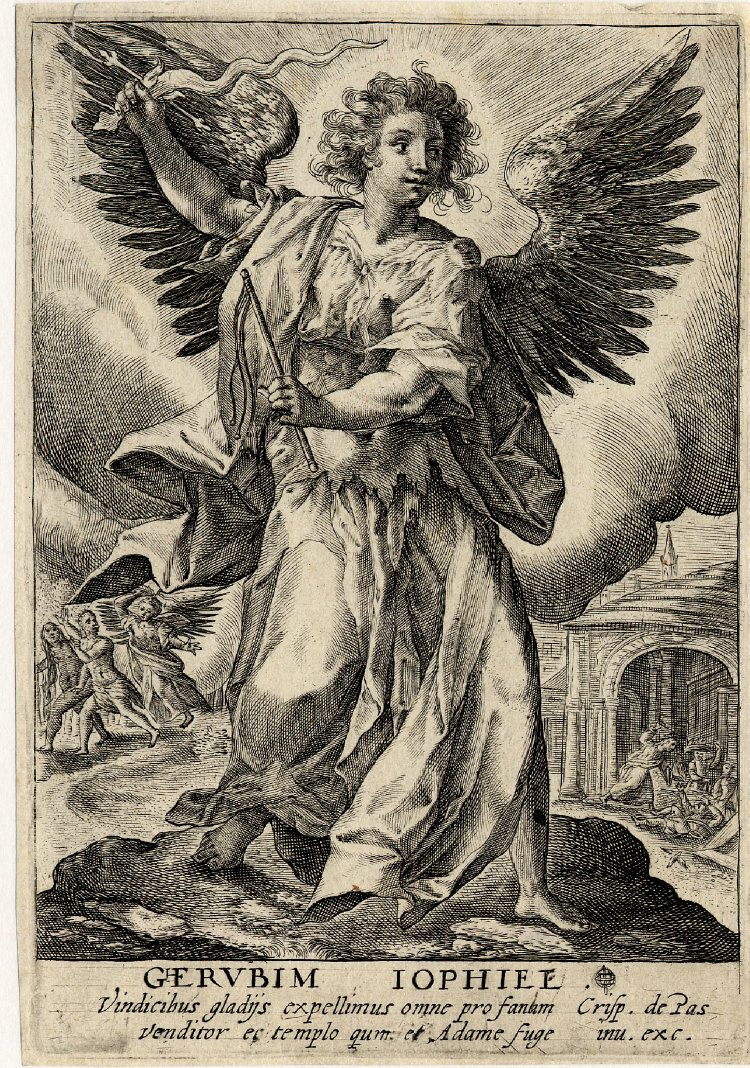
El querubín Jofiel, grabado de Crispijn van de Passe. 1590–1637, Museo Británico, Londres.
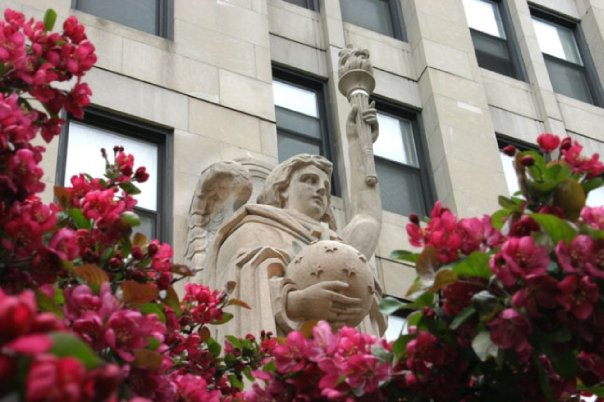
Arcángel Jofiel, estatua en la entrada del rascacielos en el Mundelein College, Chicago, Illinois.
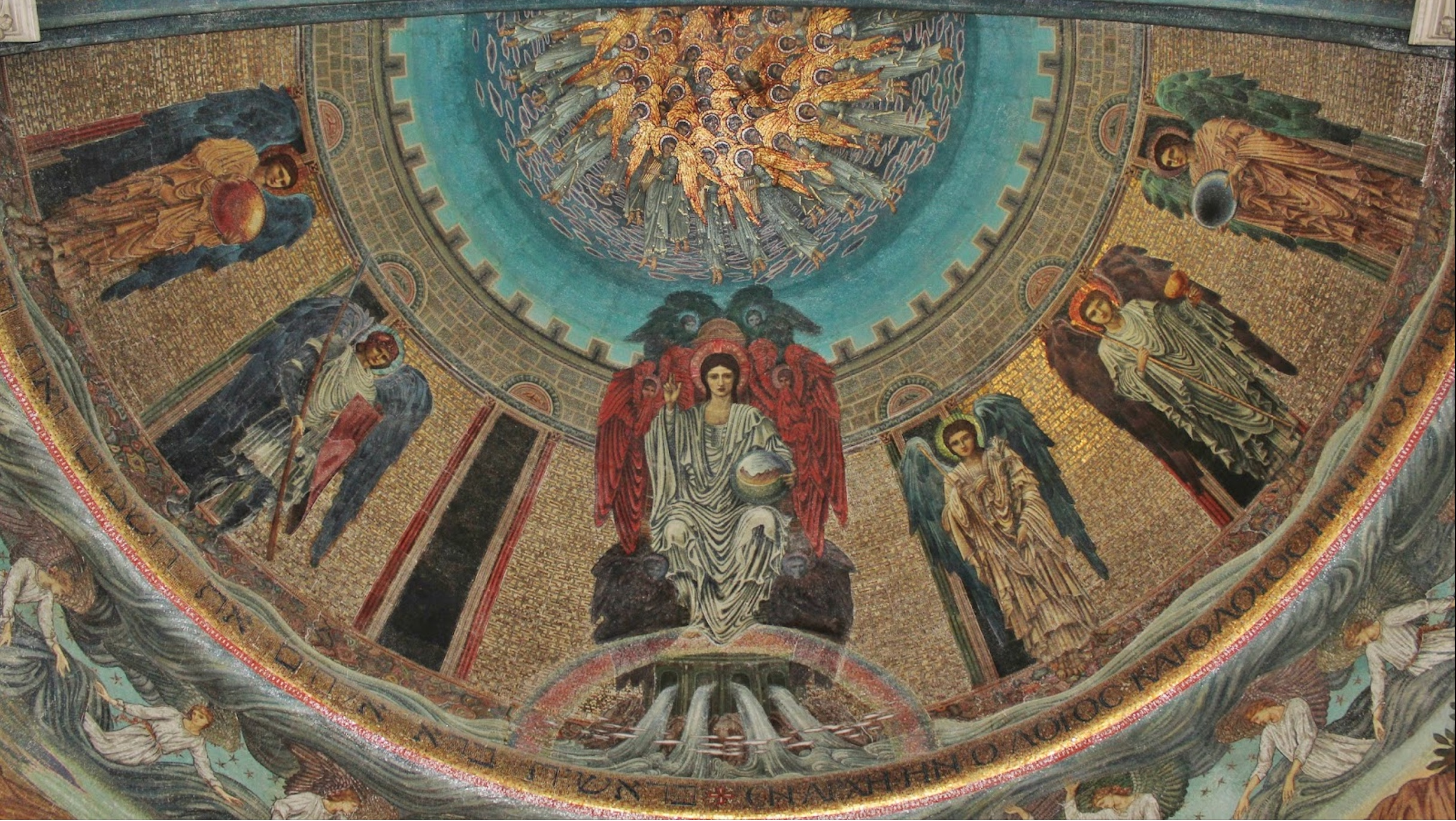
Mosaico en la semi-cúpula de la Iglesia de San Pablo Intramuros en Roma, representa a Cristo entronizado en la Jerusalén celestial con los cinco arcángeles, de izquierda a derecha: Uriel, Miguel, Gabriel, Chemuel, y Zophiel (sosteniendo la luna).
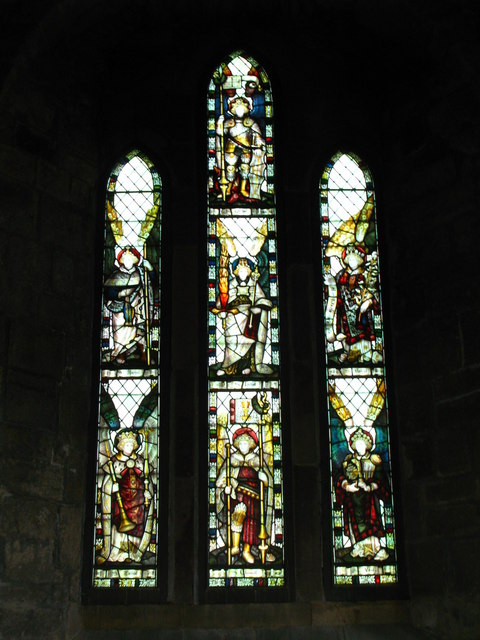
Los siete arcángeles, Jofiel está en el centro sosteniendo en su mano derecha una espada ardiente, y en su mano izquierda un cetro. Vidriera en la Iglesia de San Miguel y Todos los Ángeles en Warden, Northumberland.

## Otras lecturas
- Fischer, Lynn (1996), Angels of Love and Light [con pinturas originales de los Siete Arcángeles Amados y sus Arcangelinas por Marius Michael-George], Transformational Media Publications, South Yarmouth, MA

- Datos: Q592818
- Multimedia: Archangel Jophiel / Q592818